# یلیمینینگ، استرالیای غربی
یلیمینینگ (به انگلیسی: Yilliminning) یک منطقهٔ مسکونی در استرالیا است که در استرالیای غربی واقع شده‌است.